# Dennis Bell
Dennis R. Bell (Cincinnati, Ohio, 2 de junio de 1951) es un exjugador de baloncesto estadounidense que disputó tres temporadas en la NBA además de jugar en la EBA. Con 1,96 metros de estatura, jugaba en la posición de alero.

## Trayectoria deportiva

### Universidad
Jugó durante su etapa universitaria con los Bulldogs de la Universidad de Drake, promediando en su última temporada 16,3 puntos por partido, máximo anotador de su equipo. Ese año fue incluido en el mejor quinteto de la Missouri Valley Conference.

### Profesional
Fue elegido en la octogésimo tercera posición del Draft de la NBA de 1973 por New York Knicks, y también por los Memphis Tams en la quinta ronda del Draft de la ABA, fichando por los primeros.
Pero tras jugar cuatro minutos en un único partido, fue despedido, continuando la temporada en los Allentown Jets de la EBA, donde fue elegido rookie del año. Al año siguiente fue repescado por los Knicks, y en su única temporada completa promedió 3,0 puntos y 2,0 rebotes por partido.
Poco después de comenzada la temporada 1975-76 fue despedido nuevamente por los Knicks, regresando a la EBA donde jugaría tres temporadas más, proclamándose campeón en 1976.

## Estadísticas de su carrera en la NBA

### Temporada regular
| Temporada | Edad | Equipo          | Liga | P  | TIT | MIN | TC  | TCA | %TC  | 3P | 3PA | %3P | TL  | TLA | %TL  | R.OF. | R.DEF. | REB | ASIS | ROB | TAP | PER | FP  | PTS |
| 1973-74   | 22   | New York Knicks | NBA  | 1  |     | 4.0 | 0.0 | 1.0 | .000 |    |     |     | 0.0 | 0.0 |      | 0.0   | 0.0    | 0.0 | 0.0  | 0.0 | 0.0 |     | 0.0 | 0.0 |
| 1974-75   | 23   | New York Knicks | NBA  | 52 |     | 8.9 | 1.3 | 3.5 | .376 |    |     |     | 0.4 | 0.7 | .556 | 0.9   | 1.1    | 2.0 | 0.5  | 0.4 | 0.2 |     | 1.0 | 3.0 |
| 1975-76   | 24   | New York Knicks | NBA  | 10 |     | 7.6 | 0.8 | 2.1 | .381 |    |     |     | 0.3 | 0.7 | .429 | 0.4   | 1.0    | 1.4 | 0.3  | 0.6 | 0.1 |     | 1.1 | 1.9 |
| Total     |      |                 | NBA  | 63 |     | 8.7 | 1.2 | 3.2 | .374 |    |     |     | 0.4 | 0.7 | .535 | 0.8   | 1.1    | 1.9 | 0.4  | 0.4 | 0.2 |     | 1.0 | 2.8 |

### Playoffs
| Temp.   | Edad | Equipo          | Liga | P | MIN | TCA | TC | 3PA | 3P | TLA | TL | R.OF. | REB | ASIS | ROB | TAP | PER | FP | PTS | %TC  | %3P | %FT  | MIN | PTS | REB | AST |
| 1974-75 | 23   | New York Knicks | NBA  | 3 | 27  | 1   | 8  |     |    | 0   | 5  | 0     | 4   | 0    | 0   | 0   |     | 6  | 2   | .125 |     | .000 | 9.0 | 0.7 | 1.3 | 0.0 |
| Total   |      |                 | NBA  | 3 | 27  | 1   | 8  |     |    | 0   | 5  | 0     | 4   | 0    | 0   | 0   |     | 6  | 2   | .125 |     | .000 | 9.0 | 0.7 | 1.3 | 0.0 |